# Shadowrun Returns
Shadowrun Returns, es un videojuego de rol táctico basado en turnos de ciencia ficción fantástica, desarrollado y distribuido por Harebrained Schemes. Este tiene lugar en mismo universo del juego de rol de tablero Shadowrun. El juego fue financiado a través de la plataforma de micro mecenazgo Kickstarter y fue lanzado al mercado para las plataformas Microsoft Windows, OS X, Linux e iOS y Android en 2013. a este videojuego siguieron dos continuaciones: Shadowrun: Dragonfall y Shadowrun: Hong Kong. 

## Recepción
Shadowrun Returns recibió críticas generalmente favorables tras su lanzamiento, obteniendo una calificación de 76/100 en el portal de reseñas Metacritic basado en cincuenta y cuatro (54) críticas. 